# Szentiványi Kálmán (alispán)
Szentiváni Szentiványi Kálmán, Szent-Iványi (Dés, 1839. január 10. –Orsova, 1916. január 8.) Maros-Torda vármegye alispánja, és országgyűlési képviselő, magyar királyi határ-rendőrségi tanácsos, az orsovai határszéli rendőrség vezetője, a Signum Laudis és a bolgár királyi polgári érdemrend tiszti keresztjének a tulajdonosa.

## Életútja
Gimnáziumi tanulmányait Nagyenyeden és Kolozsvárt, a jogi tanfolyamot a nagyszebeni jogi akadémián és Marosvásárhelyt végezte, egyidejűleg különféle hivatalokban gyakorlati kiképeztetést is nyerve. A provisorium beálltával minden hivatalos ténykedéstől visszalépett és Marosszéknek Cserefalva községében saját birtokán gazdálkodással foglalkozott. 1867-ben mint törvényhatósági rendes jegyző helyet foglalt a megyei tiszti karban; 1868-ben főjegyzővé, 1871-ben ismét főjegyzővé és 1872-ben alkirálybíróvá választatott. A megyék 1876-ban kikerekíttetvén, ismételten Maros-Torda megye alispánjává választatott. Nagy munkával és szorgalommal állította össze megyéjének úgynevezett fekete könyvét. 1881-ben az ákosfalvi választókerület képviselőjévé választotta szabadelvű-párti programmal. 1886-ban a mérsékelt ellenzékhez csatlakozott és 1887-ben a nyárádszerdai választókerületnek lett képviselője. A nemzeti párt soraiban foglalt helyet egész 1896-ig, amikor a Szabadelvű Párthoz csatlakozott.

## Munkái
- Marosszék 1874. állapotáról s tett közigazgatási intézkedésekről évi Jelentés. Marosvásárhely, 1875.
- Egyesült Maros-Torda vármegye 1876. állapotáról s tett közigazgatási intézkedésekről évi Jelentés. Uo. 1877.
- Nyilt szó. Uo. 1886. (A Kolozsvári Közlöny 117. sz. «Főispánok megbuktatása» cz. czikk ellen).
- A nyárádszeredai választókerület választó közönségéhez beszámolója... Bpest, 1900.

Országgyűlési beszédei a Naplókban vannak.